# Fannia thelaziae
Fannia thelaziae är en tvåvingeart som beskrevs av Turner 1976. Fannia thelaziae ingår i släktet Fannia och familjen takdansflugor.
Artens utbredningsområde är Kalifornien. Inga underarter finns listade i Catalogue of Life.